# 新屋橋 (南砺市)
新屋橋（あらやばし）は、富山県南砺市脇谷 - 新屋の庄川に架かる国道156号の橋である。

## 概要
本体の橋
- 形式 - 下路式曲弦ワーレン鋼構上路式溶接合成鋼板桁橋[1]
- 全長 - 89.9 m[1]
- 幅 - 5.5 m[1]
- 橋台 - 2基[1]
- 橋脚 - 1基[1]

旧橋を永久橋化するための富山県単独補助事業として、1957年7月25日に修祓式、起工式が執り行われ、1959年5月29日に完工した。旧橋より170 m上流に架橋したため、取付道路も右岸326 m、左岸190 m新設された。
後述の民謡歩道の建設に合わせ、当橋もペンキ塗り替え化粧直しが行われた。
民謡歩道
- 全長 - 89.9 m[3]
- 幅員 - 2 m[3]

歩行者の安全確保のため本体の橋に隣接して1985年夏から新設工事が行われ、1987年8月6日に完成式が行われた。橋のたもとにあるボタン（4種類のうち1つ）を押すと五箇山民謡（お小夜節、こきりこ節、といらんさ、五箇山追分節の4種類のうち1つ）が流れる音響装置を備える。